# Ultime notizie (film 1935)
Ultime notizie (The Murder Man) è un film del 1935 scritto e diretto da Tim Whelan e interpretato da Spencer Tracy, Virginia Bruce, Lionel Atwill e James Stewart.
Un giornalista rampante indaga su un delitto ma finisce con l'essere sospettato